# Škrge
Škrge so dihalni organ rib in nekaterih drugih vodnih organizmov. 

## Ribe
Pri ribah škrge ležijo v škržni votlini, ki je pokrita s škržnim poklopcem. V votlini je več škržnih lokov, ki so stisnjeni tesno skupaj. Pretok vode skozi škrge poteka skozi usta. Ko se usta odprejo priteče voda noter, obenem pa se zaprejo škržni poklopci. S tem se razširi škržna votlina, pritisk v škržni votlini pa je manjši od tistega v ustih, zaradi česar voda, polna kisika steče mimo škrg. V naslednjem koraku se škržni poklopci razprejo in voda steče iz njih.
Nekatere ribje vrste imajo v ustih tudi nekakšne zaklopke, ki preprečujejo povratni tok vode iz škrg nazaj v usta.
Pri kostnicah sestavljajo škrge po štirje škržni loki na vsaki strani telesa. Na vsakega od lokov, ki imajo včasih tudi posebne izrastke, imenovane škržni trni, sta nameščeni po dve vrsti tankih škržnih lističev, njihova površina pa je povečana s številnimi gubami. Škržni trni se pojavljajo predvsem pri ribah, ki se prehranjujejo z mikroskopsko majhnimi organizmi in delujejo kot filter za hrano. Škržni lističi so sestavljeni iz enoslojne vrhnjice, med njenimi celicami pa so številne sluzne žleze in celice, ki uravnavajo izločanje soli. Pod vrhnjico so razpredene številne kapilare, ki dajejo škrgam rdeč videz.